# Manegens Børn (film fra 1920)
Manegens Børn er en amerikansk stumfilm fra 1920 af Scott R. Dunlap.

## Medvirkende
- Shirley Mason som Joan
- Alan Roscoe som Philip Dorset
- Henry Hebert som Blake
- Ardita Mellinina
- Harry Todd som Jerimy
- Dorothy Lee som Trixie